# Депутат Государственной Думы
Депутат Государственной думы — депутат нижней палаты парламента Российской Федерации, Государственной думы. В России действует двухпалатный парламент, однако депутаты избираются только в нижнюю палату — Государственную думу. Статус депутата в России определяется Конституцией, а именно ст. 97, ст. 98, Федеральными Конституционными законами, а также ФЗ от 8 мая 1994 г. «О статусе члена Совета Федерации и статусе депутата Государственной Думы».

Статья 97
1. Депутатом Государственной думы может быть избран гражданин Российской Федерации, достигший 21 года и имеющий право участвовать в выборах.
2. Одно и то же лицо не может одновременно являться членом Совета Федерации и депутатом Государственной Думы. Депутат Государственной Думы не может быть депутатом иных представительных органов государственной власти и органов местного самоуправления.
3. Депутаты Государственной думы работают на профессиональной постоянной основе. Депутаты Государственной думы не могут находиться на государственной службе, заниматься другой оплачиваемой деятельностью, кроме преподавательской, научной и иной творческой деятельности.

Статья 98
1. Члены Совета Федерации и депутаты Государственной думы обладают неприкосновенностью в течение всего срока их полномочий. Они не могут быть задержаны, арестованы, подвергнуты обыску, кроме случаев задержания на месте преступления, а также подвергнуты личному досмотру, за исключением случаев, когда это предусмотрено федеральным законом для обеспечения безопасности других людей.
2. Вопрос о лишении неприкосновенности решается по представлению генерального прокурора Российской Федерации соответствующей палатой Федерального Собрания.

## Принципы депутатства
- парламентарии рассматриваются как представители всего народа;
- никто не может давать парламентарию обязывающих наказов;
- отзыв парламентария избирателями невозможен.

## Досрочное прекращение полномочий депутата
- письменное заявление о сложении полномочий;
- избрание депутатом иного законодательного органа;
- утрата гражданства Российской Федерации либо приобретение гражданства иного государства;
- вступление в силу обвинительного приговора суда;
- ограничение дееспособности;
- признание депутата безвестно отсутствующим либо объявление его умершим на основании решения суда, вступившего в законную силу.

## Формы деятельности депутата
- участие в заседаниях Государственной думы;
- участие в работе комитетов и комиссий палат;
- участие в выполнении поручений Государственной думы и их органов;
- участие в парламентских слушаниях;
- внесение законопроектов в Государственную думу;
- внесение парламентского запроса;
- работа с избирателями;
- обращение с вопросами к членам Правительства Российской Федерации;
- обращение к соответствующим должностным лицам и органам с требованием принять меры по пресечению нарушения соответствующих прав, свобод и законных интересов граждан.

## Гарантии
Гарантии депутатам Государственной Думы — такие же, как у членов Совета Федерации:
- неприкосновенность личности
- социальное обеспечение
- материально-финансовое обеспечение
- свидетельский иммунитет
- гарантии, обеспечивающие непосредственную работу парламентария
- различные льготы (например, бесплатный проезд в поездах РЖД в вагонах всех категорий без ограничения количества поездок[3])

Члены Совета Федерации и депутаты Государственной думы без согласия соответствующей палаты Федерального собрания не могут быть привлечены к уголовной ответственности или административной ответственности, не могут быть задержаны, арестованы, подвергнуты обыску или допросу, кроме случаев задержания на месте совершения преступления. Вопрос о лишении депутата неприкосновенности решается по представлению генерального прокурора соответствующей палате Федерального собрания в порядке, предусмотренном в регламенте соответствующей палаты. Отказ соответствующей палаты дать согласие на лишение неприкосновенности депутата Государственной Думы или члена Совета Федерации является обстоятельством, исключающим производство по уголовному делу и по делу об административном правонарушении.
Депутаты призваны способствовать соблюдению прав и законных интересов своих избирателей. Полномочия депутатов и позитивная практика их реализации, по мнению экспертов, показывает степень эффективности деятельности самих депутатов.

## Сравнение депутатов Госдумы и Сенаторов Российской Федерации
| Критерии                                                                                    | Сенатор Российской Федерации | Депутат Государственной Думы РФ |
| ------------------------------------------------------------------------------------------- | --- | --- |
| Законодательное определение                                                                 | Сенаторами Российской Федерации являются уполномоченные в соответствии с Конституцией Российской Федерации и федеральным законом о порядке формирования Совета Федерации Федерального Собрания Российской Федерации осуществлять в Совете Федерации Федерального Собрания Российской Федерации (далее — Совет Федерации) законодательные и иные полномочия, предусмотренные Конституцией Российской Федерации и ФЗ "«О статусе сенатора Российской Федерации и статусе депутата Государственной Думы Федерального Собрания Российской Федерации»: а) представитель от субъекта Российской Федерации; б) Президент Российской Федерации, прекративший исполнение своих полномочий в связи с истечением срока его пребывания в должности или досрочно в случае его отставки, если им принято решение об осуществлении полномочий сенатора Российской Федерации (далее — сенатор Российской Федерации — Президент Российской Федерации, прекративший исполнение своих полномочий); в) представитель Российской Федерации, назначенный Президентом Российской Федерации. | Депутатом ГД является избранный в соответствии с законом представитель народа, уполномоченный осуществлять в ГД Федерального Собрания РФ законодательные и иные полномочия, предусмотренные законодательством. |
| Требования к кандидатуре                                                                    | Кандидатом для наделения полномочиями члена СФ может быть гражданин РФ, достигший возраста 30 лет, обладающий безупречной репутацией и постоянно проживающий на территории соответствующего субъекта РФ в течение пяти лет, непосредственно предшествующих выдвижению кандидатом для наделения полномочиями члена СФ, либо в совокупности в течение двадцати лет, предшествующих выдвижению кандидатом для наделения полномочиями члена СФ | Депутатом ГД Федерального Собрания РФ может быть избран гражданин Российской Федерации, достигший 21 года и имеющий право участвовать в выборах. |
| Требования к кандидатуре                                                                    | Членом СФ, депутатом ГД не может быть гражданин РФ, имеющий гражданство иностранного государства либо вид на жительство или иной документ, подтверждающий право на постоянное проживание гражданина РФ на территории иностранного государства. После вступления в силу Закона РФ о поправке к Конституции РФ от 14.03.2020 г. № 1-ФКЗ «О совершенствовании регулирования отдельных вопросов организации и функционирования публичной власти» это положение дополнилось указанием на необходимость постоянного проживания в РФ. Одно и то же лицо не может одновременно являться членом СФ и депутатом ГД. | |
| Начало и окончание срока полномочий                                                         | Член СФ — представитель от законодательного (представительного) или исполнительного органа государственной власти субъекта РФ, как уже отмечалось, наделяется полномочиями на срок полномочий соответствующего органа государственной власти субъекта РФ. Полномочия члена СФ начинаются со дня вступления в силу решения соответствующего органа государственной власти субъекта РФ о наделении его полномочиями члена СФ. Полномочия члена СФ прекращаются со дня вступления в силу решения соответствующего органа государственной власти субъекта РФ о наделении полномочиями нового члена СФ — представителя от этого же органа государственной власти субъекта РФ в порядке, установленном законом После вступления в силу Закона РФ о поправке к Конституции РФ от 14.03.2020 г. № 1-ФКЗ «О совершенствовании регулирования отдельных вопросов организации и функционирования публичной власти» в числе сенаторов-представителей РФ, назначаемых Президентом РФ, не более семи назначаются пожизненно. То же касается Президента РФ, прекратившего исполнение своих полномочий в связи с истечением срока его пребывания в должности или досрочно в случае его отставки (он будет сенатором на пожизненной основе). | Срок полномочий депутата ГД начинается со дня избрания его депутатом ГД и прекращается, по общему правилу, со дня начала работы ГД нового созыва. |
| Основания досрочного прекращения полномочий                                                 | Закон предусматривает случаи досрочного прекращения полномочий парламентария, в числе которых подача им письменного заявления о сложении своих полномочий; избрание депутатом законодательного (представительного) органа государственной власти субъекта РФ или органа местного самоуправления; назначения на иную государственную должность РФ, государственную должность субъекта РФ, поступления парламентария на государственную или муниципальную службу; и иные случаи. | Закон предусматривает случаи досрочного прекращения полномочий парламентария, в числе которых подача им письменного заявления о сложении своих полномочий; избрание депутатом законодательного (представительного) органа государственной власти субъекта РФ или органа местного самоуправления; назначения на иную государственную должность РФ, государственную должность субъекта РФ, поступления парламентария на государственную или муниципальную службу; и иные случаи. |
| Основания досрочного прекращения полномочий                                                 | Полномочия депутата ГД досрочно прекращаются также в случае: роспуска ГД; выхода по личному заявлению из состава фракции, в которой он состоит. Они могут прекращаться досрочно и при неисполнении им в течение 30 и более календарных дней обязанностей депутата по поддержанию связи с избирателями, принятию личного участия в заседаниях ГД. | |
| Основа работы парламентария (постоянная или непостоянная). Запреты на совмещение должностей | Член СФ, депутат ГД осуществляют свои полномочия на постоянной профессиональной основе. Парламентарии не могут находиться на государственной службе, заниматься другой оплачиваемой деятельностью, кроме преподавательской, научной и иной творческой деятельности. Член СФ, депутат ГД не вправе быть депутатом иных представительных органов государственной власти и органов местного самоуправления, выборным должностным лицом органов государственной власти и местного самоуправления, замещать иную государственную должность РФ, государственную должность субъекта РФ. Имеются и иные запреты. Исключение из этого правила сформулировано в отношении члена СФ: он может совмещать в соответствии с Федеральным законом от 3 декабря 2012 года № 229-ФЗ «О порядке формирования СФ ФС РФ» осуществление полномочий члена СФ и депутата законодательного (представительного) органа государственной власти субъекта РФ. | Член СФ, депутат ГД осуществляют свои полномочия на постоянной профессиональной основе. Парламентарии не могут находиться на государственной службе, заниматься другой оплачиваемой деятельностью, кроме преподавательской, научной и иной творческой деятельности. Член СФ, депутат ГД не вправе быть депутатом иных представительных органов государственной власти и органов местного самоуправления, выборным должностным лицом органов государственной власти и местного самоуправления, замещать иную государственную должность РФ, государственную должность субъекта РФ. Имеются и иные запреты. Исключение из этого правила сформулировано в отношении члена СФ: он может совмещать в соответствии с Федеральным законом от 3 декабря 2012 года № 229-ФЗ «О порядке формирования СФ ФС РФ» осуществление полномочий члена СФ и депутата законодательного (представительного) органа государственной власти субъекта РФ. |
| Формы деятельности парламентария                                                            | Формами деятельности парламентария являются: а) участие в заседаниях соответственно СФ, ГД в порядке, установленном регламентами палат Федерального Собрания РФ; в совместных заседаниях палат Федерального Собрания РФ; б) участие в работе комитетов и комиссий палат Федерального Собрания РФ; в работе согласительных и специальных комиссий, создаваемых СФ и ГД; в работе парламентских комиссий, создаваемых СФ и ГД в порядке, установленном Федеральным законом от 27 декабря 2005 года № 196-ФЗ "О парламентском расследовании Федерального Собрания РФ "; в) участие в выполнении поручений соответственно СФ и ГД; г) участие в парламентских слушаниях; д) внесение законопроектов в ГД; е) внесение парламентского запроса, запроса члена СФ, депутата ГД (депутатского запроса); ж) обращение с вопросами к членам Правительства РФ на заседании соответствующей палаты ФС РФ; з) обращение к соответствующим должностным лицам с требованием принять меры по немедленному пресечению обнаружившегося нарушения прав граждан. | Формами деятельности парламентария являются: а) участие в заседаниях соответственно СФ, ГД в порядке, установленном регламентами палат Федерального Собрания РФ; в совместных заседаниях палат Федерального Собрания РФ; б) участие в работе комитетов и комиссий палат Федерального Собрания РФ; в работе согласительных и специальных комиссий, создаваемых СФ и ГД; в работе парламентских комиссий, создаваемых СФ и ГД в порядке, установленном Федеральным законом от 27 декабря 2005 года № 196-ФЗ "О парламентском расследовании Федерального Собрания РФ "; в) участие в выполнении поручений соответственно СФ и ГД; г) участие в парламентских слушаниях; д) внесение законопроектов в ГД; е) внесение парламентского запроса, запроса члена СФ, депутата ГД (депутатского запроса); ж) обращение с вопросами к членам Правительства РФ на заседании соответствующей палаты ФС РФ; з) обращение к соответствующим должностным лицам с требованием принять меры по немедленному пресечению обнаружившегося нарушения прав граждан. |
| Формы деятельности парламентария                                                            | Формой деятельности депутата ГД также является работа с избирателями, а депутата ГД, входящего во фракцию в ГД, — участие в работе соответствующей фракции. Закон закрепляет обязанность депутата ГД поддерживать связь с избирателями. Депутат обязан рассматривать обращения избирателей, лично вести их прием не реже чем один раз в два месяца, проводить встречи с избирателями не реже чем один раз в полгода. Депутат ГД информирует избирателей о своей деятельности во время встреч с ними, а также через средства массовой информации. В указанной связи в науке конституционного права обычно говорят о двух разновидностях депутатского мандата: императивном и свободном. Данные понятия отражают связь депутата и избирателей. В качестве элементов императивного депутатского мандата выделяют следующие: 1) избиратели дают депутату наказы, которыми он должен руководствоваться в своей депутатской деятельности; 2) депутат обязан отчитываться о своей деятельности перед избирателями; 3) депутат, не оправдавший доверия избирателей, может быть отозван. Свободный мандат предполагает, что депутат связан только законом и своей совестью в процессе депутатской деятельности. Соответственно, исключается возможность отзыва депутата по инициативе избирателей | |
| Парламентский иммунитет (неприкосновенность)                                                | Члены СФ и депутаты ГД обладают неприкосновенностью в течение всего срока их полномочий. Они не могут быть привлечены к уголовной или к административной ответственности, налагаемой в судебном порядке; задержаны, арестованы, подвергнуты обыску (кроме случаев задержания на месте преступления) или допросу, а также подвергнуты личному досмотру, за исключением случаев, когда это предусмотрено федеральным законом для обеспечения безопасности других людей. Неприкосновенность члена СФ, депутата ГД распространяется на занимаемые ими жилые и служебные помещения, используемые ими личные и служебные транспортные средства, средства связи, принадлежащие им документы и багаж, на их переписку. Вопрос о лишении неприкосновенности решается по представлению Генерального прокурора РФ соответствующей палатой ФС РФ. Член СФ, депутат ГД не могут быть привлечены к уголовной или административной ответственности за высказывание мнения или выражение позиции при голосовании в соответствующей палате ФС РФ и другие действия, соответствующие статусу парламентария, в том числе по истечении срока их полномочий (парламентский «индемнитет»). Если в связи с такими действиями член СФ, депутат ГД допустили публичные оскорбления, клевету или иные нарушения, ответственность за которые предусмотрена федеральным законом, возбуждение уголовного дела, производство дознания, предварительного следствия или начало производства по делу об административном правонарушении, предусматривающем административную ответственность, налагаемую в судебном порядке, осуществляется только в случае лишения члена СФ, депутат ГД неприкосновенности. | Члены СФ и депутаты ГД обладают неприкосновенностью в течение всего срока их полномочий. Они не могут быть привлечены к уголовной или к административной ответственности, налагаемой в судебном порядке; задержаны, арестованы, подвергнуты обыску (кроме случаев задержания на месте преступления) или допросу, а также подвергнуты личному досмотру, за исключением случаев, когда это предусмотрено федеральным законом для обеспечения безопасности других людей. Неприкосновенность члена СФ, депутата ГД распространяется на занимаемые ими жилые и служебные помещения, используемые ими личные и служебные транспортные средства, средства связи, принадлежащие им документы и багаж, на их переписку. Вопрос о лишении неприкосновенности решается по представлению Генерального прокурора РФ соответствующей палатой ФС РФ. Член СФ, депутат ГД не могут быть привлечены к уголовной или административной ответственности за высказывание мнения или выражение позиции при голосовании в соответствующей палате ФС РФ и другие действия, соответствующие статусу парламентария, в том числе по истечении срока их полномочий (парламентский «индемнитет»). Если в связи с такими действиями член СФ, депутат ГД допустили публичные оскорбления, клевету или иные нарушения, ответственность за которые предусмотрена федеральным законом, возбуждение уголовного дела, производство дознания, предварительного следствия или начало производства по делу об административном правонарушении, предусматривающем административную ответственность, налагаемую в судебном порядке, осуществляется только в случае лишения члена СФ, депутат ГД неприкосновенности. |